# Shun Ayukawa
Shun Ayukawa (鮎川 峻 Ayukawa Shun, sinh ngày 15 tháng 9 năm 2001) là một cầu thủ bóng đá người Nhật Bản hiện tại thi đấu ở vị trí tiền đạo cho câu lạc bộ Sanfrecce Hiroshima.

## Thống kê sự nghiệp
Tính đến 23 tháng 6 năm 2021.
| Câu lạc bộ          | Mùa giải       | Giải           | Giải    | Giải      | Cúp quốc gia | Cúp quốc gia | Cúp liên đoàn | Cúp liên đoàn | Khác    | Khác      | Tổng    | Tổng      |
| Câu lạc bộ          | Mùa giải       | Hạng đấu       | Số trận | Bàn thắng | Số trận      | Bàn thắng    | Số trận       | Bàn thắng     | Số trận | Bàn thắng | Số trận | Bàn thắng |
| ------------------- | -------------- | -------------- | ------- | --------- | ------------ | ------------ | ------------- | ------------- | ------- | --------- | ------- | --------- |
| Sanfrecce Hiroshima | 2021           | J1 League      | 14      | 1         | 1            | 0            | 6             | 1             | 0       | 0         | 21      | 2         |
| Tổng sự nghiệp      | Tổng sự nghiệp | Tổng sự nghiệp | 14      | 1         | 1            | 0            | 6             | 1             | 0       | 0         | 21      | 2         |

Chú thích
1. ↑  Ra sân tại Emperor's Cup
2. ↑  Ra sân tại J.League Cup